# Boomerang (France)
 (juillet 2025).
Si vous disposez d'ouvrages ou d'articles de référence ou si vous connaissez des sites web de qualité traitant du thème abordé ici, merci de compléter l'article en donnant les références utiles à sa vérifiabilité et en les liant à la section « Notes et références ».
Pour les articles homonymes, voir Boomerang (homonymie).
Boomerang est une chaîne de télévision thématique française payante destinée à la jeunesse appartenant au groupe américain Warner Bros. Discovery France., version francophone de la série de chaînes éponyme.

## Histoire
Initialement Boomerang est le titre d'une émission produite et diffusée sur la chaîne américaine francophone Cartoon Network, diffusée chaque lundi soir dans la case Les Soirées Cartoon Network.
En 2003, Turner Broadcasting System décide d'exploite cette dénomination pour créer une chaîne payante à part entière, spécialement destinée à la diffusion des catalogues de séries d'animation classiques d'Hanna-Barbera, Metro-Goldwyn-Mayer et Warner Bros., comme notamment Popeye, Les Jetson, La Panthère rose, etc. dès lors supprimés de l'antenne de Cartoon Network pour s'installer sur cette nouvelle chaîne. Boomerang naît le mercredi 23 avril 2003 sur le canal 53 du bouquet satellite français TPS. À la suite du rachat et de  la fusion du bouquet TPS par Canalsat, la chaîne est reprise par le nouveau bouquet. Le 23 février 2010, le canal Boomerang +1 est lancé notamment sur le réseau SFR, déclant la même grille de programmes de la chaîne mais avec une heure de décalage. Ce service est lancé en janvier 2013 sur la TV d'Orange puis en septembre 2014 auprès des opérateurs Free et Bouygues. Le 14 avril 2016, la chaîne arrive sur le canal 224 de Numéricable. En septembre 2013, sont format d'image passe en 16/9. Au début du mois de décembre 2014, Boomerang France annonce un changement d'identité graphique devant être adopté le samedi 3 janvier 2015, reprenant le logo introduit quelques mois plus tôt en Amérique latine.
Le 12 janvier 2023, faute d'accord entre les sociétés Canal+ et Warner Bros Discovery France, la chaîne quitte les offres du groupe Canal+. Le 11 juin 2024, Boomerang revient toutefois en option payante supplémentaire dans le bouquet, à travers un ensemble comprenant Max. En novembre 2024, Boomerang réintègre des bouquets de Canal+ en France et en Afrique.

### Boomerang

Logo du 23 avril 2003 au 24 avril 2005.
Logo du 25 avril 2005 au 3 janvier 2015.
Logo depuis le 3 janvier 2015.

### Boomerang +1

Logo entre 2010 et le 2 janvier 2015.
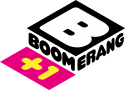
Logo de Boomerang +1 depuis le 3 janvier 2015.

### Slogans
- [Depuis quand ?] : « La chaîne des stars du dessin animé »

## Organisation

### Capital
Boomerang est éditée par Turner Broadcasting System France.

## Programmes
Cette section ne s'appuie pas, ou pas assez, sur des sources secondaires ou tertiaires indépendantes du sujet. Le texte peut contenir des analyses inexactes ou inédites de sources primaires.
Pour l'améliorer, ajoutez-en, ou placez des modèles {{Source secondaire souhaitée}} ou {{Source secondaire nécessaire}} sur les passages mal sourcés. (février 2023)
À sa naissance et ses premières années, Boomerang mise sur des programmes jeunesse dits «nostalgiques» avec diffusion d'anciennes séries et anciens programmes classiques, comme Bonne nuit les petits, Les Pierrafeu, Scooby-Doo, les Looney Tunes et nombreuses autres productions distribuées par Hanna-Barbera, Metro-Goldwyn-Mayer ou Warner Bros.. Seul Duck Dodgers, apparu à l'antenne en 2004, fait figure de nouvelle création. Depuis 2010, la chaîne se présentant comme celle « des personnages cultes du dessin animé » se concentre sur des productions récentes comme Garfield & Cie et Looney Tunes Show. De l'ancienne programmation, seuls les Looney Tunes et Tom et Jerry sont diffusés au second plan, avec une retransmission en soirée dans l'émission Ça boom!. La comédienne Barbara Tissier est la voix off de la plupart des bandes annonces et jingles de la chaîne. D'autres voix connues, notamment celle de Roger Carel et de Jean-Claude Donda l'ont précédées durant les premières années[réf. nécessaire].

### Séries
- Baby Boss : Les affaires reprennent (depuis le 20 avril 2020)
- Baby Looney Tunes (2006-2020; 2024)
- Big Blue (depuis 2024)
- Bunnicula (2016-2019; 2024-)
- Garfield & Cie (2011-2022 et depuis 2024)
- Grizzy et les Lemmings (depuis 2017)
- Lamput (depuis 2019)
- Le Petit Nicolas : Tous en vacances (depuis 2023)
- Les Pérégrinations d'Archibald (depuis le 19 octobre 2024)
- Les Bisounours : Libérez la magie (depuis octobre 2024)
- Looney Tunes Show (depuis le 2 janvier 2012)
- Looney Tunes Cartoons (depuis le 9 juin 2021)
- Moka (depuis 2021)
- Mr. Bean, la série animée (depuis 2011)
- Mr. Magoo (depuis 2019)
- Oggy et les Cafards (depuis 2024)
- Quoi d'neuf Scooby-Doo ? (2011-2016; 2023-)
- Scooby-Doo et Compagnie (depuis le 1er septembre 2020)
- Scooby-Doo : Mystères associés (depuis le 9 mai 2023)
- Tiny Toons Looniversité (depuis le 13 mai 2024)
- Tom et Jerry à New York (depuis 2021)
- Tom et Jerry Show (depuis octobre 2014)
- Tom et Jerry Tales (2008-2024; 2025-)
- Trop cool, Scooby-Doo ! (2015-2020; 2023-)
- Zig et Sharko (depuis le 2 décembre 2024)

### Programmation antérieure
- Alcibiade (2003-2009)
- Alice & Lewis (2021-2022)
- Animaniacs (2009-2010)[4]
- Atomas, la fourmi atomique (2003-2009)
- Bienvenue à Lazy Town (2015-2016)
- Bonne nuit les petits (2003-2008)
- Boo! (2003-2008)
- Bugs et les Looney Tunes (2015-2024)
- Calimero (2003-2008)
- Capitaine Caverne (2003-2010)[5]
- Caillou (2009-2010)[4]
- Casper (2003-2010)[5]
- Chapi Chapo (2003-2008)
- Chaplin and Co (2013-2014)
- Chowder (2009-2010)[4]
- Diabolo le Magnifique (2003-2008)
- Droopy (2003-2010)[5]
- Duck Dodgers (2004-2014)
- Frankie et les ZhuZhu Pets (2017-2019)
- Géo Jet (2020-2023)
- George de la jungle (2007-2016)[4]
- Gérald McBoing Boing (2007-2014)[5]
- Geronimo Stilton (2019-2020)
- Grangallo Tirevite (2003-2008)
- Hong Kong Fou Fou (2003-2010)[5]
- Inspecteur Gadget (2015) (2015-2018)
- Jelly Jamm (2011-2012)
- Josie et les Pussycats (2003-2008)
- Kingdom Force (2020-2023)
- Krypto le superchien (2005-2015)[5]
- L'Inspecteur (2003-2011)
- La Chouette et Cie (2015-2017)
- Les Aventures De Petit Pingouin (2023-2024)
- Le Chat de Frankenstein (2008-2009)
- La Famille Addams (1982) (2003-2008)
- La Forêt des Floralies (2009-2011)
- La Linea (2003-2008)
- La Panthère rose (2003-2016)[5]
- La Panthère rose et ses amis (2010-2020)
- Le Livre de la jungle (2011-2013)
- Le Magicien d'Oz : Dorothy et ses amis (2015-2019)
- Le Monde fou de Tex Avery (2010-2014)
- Le Nouveau Woody Woodpecker Show (2007-2013)[5]
- Le Pacha (2003-2010)[4]
- Les As de la Jungle à la rescousse ! (2015-2018; 2023-2024)
- Les Aventures de Hello Kitty et ses amis (2009-2011)
- Les Aventures de Mumbly (2003-2008)
- Les Contes du cimetière (2008-2011)[4]
- Les Dalton (2020-2021)
- Les Fous du volant (1968) (2003-2010)[5]
- Les Fous du volant (2017) (2017-2018)
- Les Jetson (2003-2010)[4]
- Les Lapins Crétins : Invasion (2023-2024)
- Les Pierrafeu (2003-2010)[5]
- Les Quatre Fantastiques (1967) (2003-2008)
- Les Shadoks et le Big Blank (2007-2011)[4]
- Les Tiny Toons (2008-2011)[4]
- Les Trois Ours (2003-2009)[5]
- Lippy le lion (2003-2009)
- Looney Tunes (Bugs Bunny, Daffy Duck, Titi et Grosminet, Bip Bip et Coyote, Speedy Gonzales et d'autres dessins animés des Looney Tunes, 2003-2020)[5]
- Loopy De Loop (2003-2008)
- Mantalo (2003-2009)[5]
- Master Hamsters (2008-2010)
- Mike, Lu & Og (2007-2010)[5]
- Mike, une vie de chien (2020-2024)
- Mini Mini détective (2003-2009)
- Moley (2022)
- Momo et Ursul (2003-2009)
- Mr. Bean (2011-2012)
- Ninja Express (2022)
- Pancho et Rancho (2003-2008)
- Pattaclop Pénélope (2003-2010)[4]
- Patte Folle (2003-2011)
- Petit Vampire (2009-2010)[4]
- Piggly et ses amis (2009-2012)
- Plouf Olly Plouf ! (2009-2011)
- Popeye (2003-2011)
- Puppy in my Pocket (2011-2012)
- Roquet belles oreilles (2003-2008)
- Sans Secret, l'écureuil agent secret (2005-2008)
- Satanas et Diabolo (2003-2010)[5]
- Scooby-Doo (2003-2011)[5]
- Scooby-Doo : Agence Toutou Risques (2003-2010)[4]
- Scooby-Doo et Scrappy-Doo (2003-2010)
- Shaun le mouton (2012-2018)
- Snoopy (2003-2009)
- Speed Buggy (2003-2008)
- Spike et Tyke (2003-2008)
- Squiddly la pieuvre (2004-2009)
- Taffy (2019-2022)
- Talia et le Royaume Arc-en-ciel (2021-2022)
- Tamanoir et Fourmi Rouge (2003-2011)
- Taz-Mania (2007-2010)[5]
- The Happos Family (2016-2021)
- Thomas et ses amis : Tous en avant ! (2021-2023)
- Thunderbirds, Les Sentinelles de l'Air (2003-2008)
- Titi et Grosminet mènent l'enquête (2004-2018)[4]
- Tom et Jerry (2003-2020)[5]
- Tom et Jerry Comédie Show (2003-2008)
- Tom et Jerry Kids (2003-2008)[4]
- Tom et Jerry Show (série de 1975, 2003-2008)
- Touché la Tortue (2003-2008)
- Trolls Trollstopia (2023-2024)
- Voici Timmy (2016-2017)
- Wally Gator (2003-2010)[5]
- Woody Woodpecker (2008-2013)
- Yabba Dabba Dinosaures! (2020-2021)
- Yogi l'ours (dont le film Mais où est passé Yogi ? (2003-2009)[5]
- Zorori le magnifique (2008-2011)[4]

### Émissions
- Ça boom ! : émission diffusant les classiques des cartoons (Looney Tunes, Tom et Jerry et La panthère rose ainsi qu’à ses débuts Popeye et Le Monde fou de Tex Avery au début), il succède à L'Heure des Looney Tunes qui ne diffusait que des cartoons Looney Tunes et Merrie Melodies.
- Porky Mania : émission diffusant les classiques des cartoons de Porky Pig.
- Drôle de zoo : émission diffusée du lundi au vendredi à 18h35 diffusant des séries avec comme protagonistes des animaux.
- Club Boomerang : émission diffusant quatre séries animées
- Zoo Reporter : reportage sur des animaux
- Les Givrés de Noël : émission diffusant des programmes de Noël à l'occasion des fêtes
- Plusplus : émission diffusant Taffy
- Chez Garfield : émission diffusant Garfield et Cie et des films d’animation Garfield
- Histoires et comptines : émission diffusée tous les jours à 20h10 diffusant des séries pour les préscolaires.
- Matin Rigolo : émission  diffusée tous les matins à 6h00 diffusant des programmes en mode bonne humeur (par exemple The Happos Family).
- Cinéstars : émission diffusant divers films d’animation ou des films humoristiques
- Chez Bugs (depuis le 8 janvier 2022) : émission diffusant les séries d’animation Looney Tunes Show,  Bugs & les Looney Tunes et Looney Tunes Cartoons.
- Chez Tom et Jerry (depuis le 7 février 2022) : émission diffusant Tom et Jerry Tales, Tom et Jerry Show et Tom et Jerry à New York.

## Diffusion
- Par satellite : Télésat
- Par câble : Orange Belgique ; MC Cable ; Sunrise ; naxoo ; Wibox/Cityplay ; Numericable
- Par xDSL : Freebox TV ; Neufbox TV ; Proximus TV ; Orange TV ; Proximus TV ; SFR ; Bouygues Télécom ; Swisscom TV

Boomerang France est aussi retransmise dans plusieurs pays d'Afrique.